# Ходжейлі
Ходжейлі́ (кар. Xojeli; узб. Хўжайли, Xoʻjayli) — місто в Каракалпакстані (Узбекистан), центр Ходжейлійського району.
Населення 59 486 мешканців (перепис 1989). Статус міста з 1926 року. До складу міськради також входить селище Водник.

## Географія
Місто розташоване за 11 км від пристані Ходжейлі на лівому березі Амудар'ї.

### Клімат
Місто знаходиться у зоні, котра характеризується кліматом тропічних пустель. Найтепліший місяць — липень із середньою температурою 28 °C (82.4 °F). Найхолодніший місяць — січень, із середньою температурою -4.1 °С (24.6 °F).
| Клімат Ходжейлі         | Клімат Ходжейлі | Клімат Ходжейлі | Клімат Ходжейлі | Клімат Ходжейлі | Клімат Ходжейлі | Клімат Ходжейлі | Клімат Ходжейлі | Клімат Ходжейлі | Клімат Ходжейлі | Клімат Ходжейлі | Клімат Ходжейлі | Клімат Ходжейлі | Клімат Ходжейлі |
| Показник                | Січ.            | Лют.            | Бер.            | Квіт.           | Трав.           | Черв.           | Лип.            | Серп.           | Вер.            | Жовт.           | Лист.           | Груд.           | Рік             |
| Середня температура, °C | −4,1            | −2,5            | 4,9             | 14,2            | 21,3            | 25,8            | 28              | 25,2            | 19,3            | 11,1            | 5,1             | −1              | 12,3            |
| Норма опадів, мм        | 9.6             | 8.4             | 17.1            | 19.7            | 13.1            | 3.5             | 3.3             | 1.9             | 2.6             | 7.6             | 9.1             | 12.9            | 108.8           |
| Днів з опадами          | 6               | 4,7             | 5,8             | 5,9             | 4               | 2,4             | 1,4             | 1               | 1,6             | 3,5             | 4,3             | 6,1             | 46,7            |
| Вологість повітря, %    | 78.4            | 73.9            | 67.7            | 57.2            | 47.6            | 45.1            | 48.1            | 52.1            | 54.4            | 59.9            | 70.7            | 80.2            | 61.3            |
| ----------------------- | --------------- | --------------- | --------------- | --------------- | --------------- | --------------- | --------------- | --------------- | --------------- | --------------- | --------------- | --------------- | --------------- |
| Джерело: Weatherbase    |                 |                 |                 |                 |                 |                 |                 |                 |                 |                 |                 |                 |                 |

## Економіка
Бавовноочисний, судноремонтний заводи, бавовнопрядильна, бавовноткацька, килимова фабрики, харчова промисловість.
Залізнична станція на лінії Бейнеу—Найманкуль.

## Відомі уродженці
- Міфтахова Рахіля Хайдарівна (1940 - 2000)  - оперна співачка, педагог, заслужена артистка РРФСР (1981), народна артистка Республіки Татарстан (1993).